# Justicia griffithii
Justicia griffithii är en akantusväxtart som beskrevs av T. Anders.. Justicia griffithii ingår i släktet Justicia och familjen akantusväxter. Inga underarter finns listade i Catalogue of Life.